# 大阪社体スポーツ専門学校
大阪社体スポーツ専門学校（おおさかしゃたいスポーツせんもんがっこう）は、大阪市天王寺区にある専修学校。スポーツインストラクターの養成を目的としている。

## 沿革
- 1981年 - 開校

## 学科
- スポーツビジネスコース
- アスレティックトレーナーコース
- フィットネスコース
- 幼児体育コース
- テニスコース
- 水泳コース
- 公務員コース

## 所在地
- 〒543-0052 大阪市天王寺区大道1-12-6

最寄り駅は、Osaka Metro・JR天王寺駅または近鉄大阪阿部野橋駅